# A. E. van Vogt
Alfred Elton van Vogt (n. 26 aprilie 1912 - d. 26 ianuarie 2000) a fost un autor de science fiction de origine canadiană, considerat de unii ca fiind cel mai popular și complex scriitor de science fiction de la mijlocul secolului XX: "Epoca de Aur" a genului.

## Tinerețea
Van Vogt s-a născut într-o fermă din Edenburg, o comunitate de ruși menoniți situată la est de Gretna, Manitoba, Canada. Până când a împlinit patru ani, van Vogt și familia lui au folosit acasă doar un dialect neerlandez. Tatăl lui Van Vogt, avocat, s-a mutat cu familia sa de mai multe ori, lucru dezagreat de fiul său, care remarca ulterior:
„Copilăria a fost o perioadă îngrozitoare. Eram ca un vas fără ancoră care e dus de furtună prin întuneric. Mereu și mereu, căutam un adăpost, doar pentru a fi din nou obligat să caut altul.”
După ce și-a început cariera scriitoricească colaborând cu reviste pulp de "confesiuni adevărate" cum ar fi True Story, van Vogt a decis să treacă la ceva ce îi plăcea, science fiction-ul.
Prima povestire SF publicată, "Black Destroyer" (Astounding Science Fiction, iulie 1939), a fost inspirată de Voyage of the Beagle de Charles Darwin. Povestea descrie o formă de viață extraterestră fioroasă, carnivoră, care vânează echipajul unei nave spațiale de explorare. A fost povestea ilustrată pe coperta  numărului respectiv din Astounding, fiind descrisă uneori ca deschizătoarea "Epocii de Aur" a science fiction-ului. Povestirea a servit ca sursă de inspirație pentru numeroase filme SF. În 1950, împreună cu "War of Nerves" (1950), "Discord in Scarlet" (1939) și "M33 in Andromeda" (1943) a format romanul Odiseea navei Space Beagle (1950).
În 1941, van Vogt a decis să devină scriitor full-time, părăsindu-și slujba de la Departamentul de Apărare Națională. Foarte prolific timp de câțiva ani, van Vogt a scris o serie de povestiri. În anii '50, multe dintre ele au fost „aranjate" pentru a putea fi puse laolaltă în cadrul unor romane. Când au fost alăturate povestiri legate între ele (de ex. Războiul împotriva rulilor), rezultatul a fost un succes. Când nu (de ex. Quest for the Future), povestirile disparate aruncate laolaltă au dus la o intrigă lipsită de coerență.
Unul dintre cele mai cunoscute romane din această perioadă este Slan, serializat inițial în Astounding Science Fiction (septembrie - decembrie 1940). Folosindu una dintre temele care va deveni usuală pentru van Vogt, se povestește istoria unui supraom de 9 ani care trăiește într-o lume în care semenii săi sunt uciși de Homo sapiens.

## Filozofia de după război
În 1944, van Vogt s-a mutat în Hollywood, California, loc în care scrierile sale au căpătat o nouă dimensiune după Al Doilea Război Mondial. Van Vogt a fost întotdeauna interesat de ideea unor sisteme de cunoaștere atotcuprinzătoare (similar meta-sistemelor actuale) - personajele din prima lui povestire folosesc un sistem numit 'Nexialism' pentru a analiza comportamentul extraterestru - și de semantica generală a lui Alfred Korzybski.  
Pornind de la aceste concepte, van Vogt a scris trei romane: Lumea non-A și Jucătorii non-A în anii '40 și Sfârșitul non-A în anii '80. Non-A, sau logica non-aristoteliană se referă la capacitatea de a folosi intuiția și logica intuitivă în locul deducției logice, reflexive, condiționate.
Van Vogt a fost afectat de revelația politicilor de stat totalitariste care au apărut după Al Doilea Război Mondial. El a scris un roman mainstream a cărui acțiune se petrece în China comunistă, The Violent Man (1962), susținând că, pentru cercetările făcute la scrierea cărții, a citit 100 de cărți despre China. În această carte a încorporat viziunea sa asupra "tipului bărbaților violenți", pe care îi descrie ca "bărbați care trebuie să aibă dreptate", bărbați care „atrag imediat femeile" și despre care spune că sunt oamenii care "conduc lumea".
În același timp, în ficțiunile sale, van Vogt a fost atras de monarhia absolută ca formă de guvernământ. Așa s-a întâmplat, de exemplu, în seria Arsenalele din Isher, seria Mixed Men și în povestiri ca "Heir Apparent", al cărei protagonist este descris ca un "dictator benevol".
Van Vogt și-a sistematizat metoda de scris, folosind scene de aproximativ 800 de cuvinte acolo unde apărea o nouă complicație sau se rezolva ceva. Câteva dintre povestirile sale pun accentul pe rezolvările temporale, aceasta fiind o temă preferată a autorului. El a declarat că și-a însușit multe dintre tehnicile sale de scriere din trei cărți: "Narrative Technique" de Thomas Uzzell și "The Only Two Ways to Write a Story" plus "Twenty Problems of the Short-Story Writer", ambele de John Gallishaw.
Conform declarațiilor sale, multe dintre idei i-au venit în vis. De-a lungul vieții sale de scriitor a avut grijă să fie trezit din somn la fiecare 90 de minute, pentru a-și nota visele.
În anii '50, van Vogt s-a implicat pentru scurtă vreme în proiectele de dianetică ale lui L. Ron Hubbard. Van Vogt a lucrat în Los Angeles în cadrul unui precursor al bisericii scientologice a lui Hubbard, înainte de a se înstrăina de el și de metodele sale. Pentru câțiva ani s-a oprit din scris, susținând că este hărțuit și intimidat de acoliții lui Hubbard. În această perioadă s-a limitat la revizuirea povestirilor vechi, pentru a le pune laolaltă și a le transforma în romane: Star Cluster (1952), Războiul împotriva rulilor (1959), Bestia (1963) și cele două romane din ciclul "Linn", inspirate (ca și seria Fundației a lui Asimov) de căderea imperiului roman. În anii '60 a revenit la scris, în special la invitația lui Frederik Pohl, rămânând la Hollywood împreună cu a doua soție, Lydia Bereginsky, care a avut grijă de el până la moarte. În ultima parte a vieții, romanele sale au fost concepute și scrise ca opere unitare.
Van Vogt a murit la Los Angeles pe 26 ianuarie 2000, de Alzheimer.

## Recepție critică
Opiniile critice legate de calitatea operei lui van Vogt sunt extrem de variate.
Unul dintre primii critici a fost scriitorul Damon Knight. În eseul In Search of Wonder, intitulat "Cosmic Jerrybuilder: A. E. van Vogt", Knight a făcut remarca faioamsă că van Vogt "nu este uriaș; este un pigmeu care a învățat să folosească o mașină de scris prea mare."  Knight descrie Lumea non-A ca "una dintre cele mai proaste povestiri de science fiction care pretinde că e pentru adulți publicate vreodată." Despre stilul de scris al lui van Vogt, Knight a spus:
Din punctul meu de vedere, van Vogt eșuează continuu în a fi scriitor din următoarele motive: 1. Intriga cărților sale nu rezistă în fața celei mai elementare analize. 2. Cuvintele și frazeologia alese de el sunt neîndemânatice și lipsite de sensibilitate. 3. Nu este capabil nici să vizualizeze o scenă, nici să creeze personaje reale.
Despre Imperiul atomului Knight a scris:
„Dacă îți poți lăsa deoparte rațiunea - ceea ce pare foarte ușor pentru mulți dintre fanii lui van Vogt - îți va plăcea această carte.”
Knight și-a exprimat și dezacordul față de vederile politice ale lui van Vogt, remarcând că povestirile sale prezintă aproape invariabil monarhia absolută într-o lumină favorabilă.
Pe de altă parte, când scriitorul Philip K. Dick a fost întrebat  care scriitor de science fiction i-a influențat cel mai mult opera, el a răspuns:
„Am început să citesc SF pe la doisprezece ani și am citit cât de mult am putut, așa încât am citit orice autor care scria despre asta pe atunci. Dar nu există niciun dubiu despre cel care m-a fascinat cel mai mult, iar acesta este A.E. van Vogt. În scrierile sale există o calitate misterioasă, mai ales în Lumea non-A. Toate părțile acelei cărți nu stau laolaltă; toate ingredientele nu dau ceva coerent. La ora actuală, unii oameni critică asta, considerând-o dovadă de scriere neîngrijită, slabă. Dar pe mine m-a fascinat cel mai mult faptul că asta seamănă cu realitatea mai mult decât scrierile oricui din sau dinafara science fictionului.”
Dick l-a apărat pe van Vogt de criticile lui Damon Knight:
„Damon consideră că un univers în care oamenii cad prin podea este o dovadă de artă de slabă calitate. E ca și cum el ar vedea o povestire în același mod în care un diriginte de șantier vede construirea unei case. Dar realitatea este, de fapt, un talmeș-balmeș, iar asta o face captivantă. Întrebarea este: cât de frică îți este de haos? Și cât de confortabil te simți când totul e ordonat? Van Vogt m-a influențat atât de mult pentru că m-a făcut să apreciez calitatea haotică misterioasă a universului, de care nu trebuie să mă tem.”
Într-o recenzie din Transfinite: The Essential A.E. van Vogt, scriitorul science fiction Paul Di Filippo spunea:
„Van Vogt știa exact ce făcea în fiecare dintre scrierile sale de ficțiune. Nu prea găsești cuvinte de prisos în povestirile sale... Intrigile sale sunt minuni formate din piese care se întrepătrund, terminându-se deseori cu surprize și șocuri, pure subterfugii de paradigmă, care sunt printre conceptele cel mai greu de descris. Iar materialul intelectual prezent în ficțiunile sale, prețiozitățile și observațiile despre cultura și comportamentul oamenilor și extratereștrilor, reflectă o minte cercetătoare... Fiecare poveste conține un nou unghi, o pantă unică, care o face să iasă în evidență.”
În The John W. Campbell Letters, Campbell spunea, "Eroul te prinde din primul paragraf, face un nod și te ține legat în toate paragrafele care urmează - inclusiv în ultimul."
Harlan Ellison (care a început să îl citească pe van Vogt în adolescență scria: "Van a fost primul scriitor care a luminat călle limitate în care am fost învățat să văd universul și condiția umană."
În 1984, David Hartwell spunea:
„Multă vreme, nimeni nu l-a luat în serios ca scriitor pe van Vogt. Totuși, a fost citit și încă este. Ceea ce nimeni nu pare să fi sesizat este că van Vogt, mai mult decât orice alt scriitor de SF, este canalul prin care energia Gernsbackiană a primelor povestiri miraculoase a trecut prin epoca campbelliană, când stilurile primitive ale SF-ului erau respinse, ajungând în SF-ul zilelor noastre.”
Criticul literar Leslie A. Fiedler spunea ceva similar:
„Van Vogt este un caz testat - de vreme ce o apologie sau analiză a SF-ului care nu îl ia în calcul ajunge să definească genul falsificându-l.”
Criticul literar american Fredric Jameson spunea despre van Vogt:
„...că opera lui van Vogt pregătește calea celui mai bun scriitor SF, Philip K. Dick, ale cărui romane și povestiri extraordinare sunt de neconceput fără deschiderea către materialele inconștientului și dinamica fanteziei lui van Vogt, fiind foarte diferite de ideologia estetică științifică a majorității contemporanilor săi (de la Campbell la Heinlein).:315”
Totuși, van Vogt are și critici. De exemplu, Darrell Schweitzer cita în 1999 în New York Review of Science Fiction un pasaj din nuveleta lui van Vogt “Star Cluster”, pe care o citea, remarcând:
„Aceasta e realitatea și logica unui băiețel care se joacă împreună cu soldățeii lui de jucărie într-o cutie cu nisip. Sunt mai tare ca tine. Am un miliard de nave spațiale! Sunt nou-nouțe. Mi-a luat doar 800 de ani să le creez.

Iar aceasta este o povestire în care majoritatea echipajului sau are două creiere sau e robot - și chiar și emoțiile personajelor umane sunt programate sau șterse ca parte a intrigilor din cadrul intrigii. Pe lângă asta, Doc Smith a fost de un realism dur. Realitatea adultă nu este intersectată în niciun moment, deoarece van Vogt nu a fost capabil să scrie decât despre jocuri în nisip pentru băiețași, cu o anumită intensitate de adult. Este, cred, secretul fascinației bizare a lui van Vogt, la fel de groaznică precum e și scrierea sa și motivul pentru care face atât de des apel la Philip K. Dick, care a reușit să folosească personaje adulte și emoții în situații la fel de ciudate. Este de neînțeles cum acest gen de scriere este susținută de o minte aparent rațională și științifică, așa cum este John W. Campbell, când pare să contravină tuturor lucrurilor pentru care a militat Epoca de Aur.”

## Recunoaștere
În 1946, van Vogt și prima sa soție, Edna Mayne Hull, au fost Oaspeți de Onoare la a patra Convenție Mondială de Science Fiction.
În 1980, van Vogt a primit "premiul Casper" (precursorul premiului canadian Aurora) pentru întreaga activitate. În 1995 a primit premiul memorial Damon Knight la secțiunea Grand Master din partea Science Fiction Writers of America, stârnind o controversă legată de întârzierea cu care SFWA i-a acordat cel mai important premiu. Un scriitor de science fiction canadian a remarcat:
”Nu există niciun dubiu asupra faptului că van Vogt ar fi trebuit să primească acest premiu mult mai devreme - injustiția de a fi ignorat, în parte din cauza condamnabilei politici a SFWA, l-a deranjat atât de mult pe Harlan Ellison, un om cu o moralitate impecabilă, încât l-a determinat să desfășoare un lobby susținut pe Sci Fi Channel and elsewhere on van Vogt's behalf.”
În general, se consideră că acea “condamnabilă politică a SFWA” se referă la Damon Knight, fondatorul asociației, care detesta stilul și politica lui van Vogt, demolându-i întreaga reputație literară în anii '50.
Scriind în 1999 introducerea la Futures Past: The Best Short Fiction of A.E. van Vogt Harlan Ellison a fost mai explicit:
" ... cel puțin am reușit să fac suficientă gălăgie ca să îi aduc lui van Vogt premiul Grand Master din partea SFWA, care i-a fost decernat în timpul ceremoniei desfășurate în unul din ultimele momente în care mai era suficient de conștient încât să înțeleagă că, în sfârșit, adusă cu șuturi și strigăte, generația care a învățat din ceea ce el a făcut și a creat, "e pregătită să îi recunoască importanța"."
”… erau aceiași care m-au asigurat că van Vogt nu va primi premiul Grand Master înaintea lui Damon Knight, deoarece Damon nu agrea opera lui van Vogt și chiar scrisese acel eseu care l-a ridiculizat pe Van și l-a supus oprobriului în decadele care au urmat. Și pentru că Damon este fondatorul SFWA, ar fi un afront pentru el ca Van să ia primul premiul. Nu știu dacă era sau nu așa, dar așa se spunea în branșă. Dar Damon a primit premiul Grand Master în 1994, iar Van în 1995. Cum se spune la televizor: coincidență sau conspirație?”
În 1996, van Vogt a primit aprecieri în două ocazii: Convenția Mondială de Science Fiction i-a acordat un premiu special pentru șase decenii de science fiction de aur, iar Science Fiction and Fantasy Hall of Fame l-a inclus printre cei patru inițatori ai ei.
Operele lui van Vogt au fost traduse în franceză de suprarealistul Boris Vian (Lumea non-A ca Le Monde des Å în 1958), fiind “văzute ca literatură importantă a școlii suprarealiste”.

## Citate notabile
Van Vogt a comentat în felul următor moartea lui Theodore Sturgeon: 
„Sturgeon a acceptat ideea morții. M-am gândit: 'Ei bine, presupun că atunci când îmi va veni vremea, la fel voi păți și eu.' Deoarece suntem conștienți că viața omului are un sfârșit. La ora actuală, am de gând să amân cât mai mult acest moment. Dar nu am la îndemână decât știința modernă, iar aceasta nu e chiar atât de ocupată...”